# Juan Tellería
Juan Tellería Arrizabalaga (Cegama, 12 de julio de 1895-Madrid, 26 de febrero de 1949) fue un compositor español, autor de numerosos trabajos. Se hizo conocido principalmente por su composición musical Cara al sol, himno de la Falange Española que alcanzaría una gran popularidad durante el franquismo. Fue asimismo autor de numerosas obras de otros géneros, como la Zarzuela. Gran parte de su repertorio aún permanece inédito.

## Biografía
A los siete años se quedó huérfano de padre y madre, haciéndose cargo de él y de sus cuatro hermanos su tío Baldomero Tellería, sacerdote, con el que aprendió solfeo, piano y armonía. En 1911 ganó una pensión de la Diputación de Guipúzcoa que le permitiría trasladarse a San Sebastián para ampliar estudios con Germán Cendoya y Beltrán Pagola. Durante su estancia en San Sebastián, a la vez que estudiaba se dedicó a tocar el piano en teatros y cines, lo que le permitió adquirir una gran destreza como improvisador, algo que explotaría durante toda su vida como músico.
En 1915 se trasladó a Madrid para estudiar composición con Conrado del Campo y piano con Manuel Fernández Alberdi. De nuevo en Madrid entre sus ocupaciones se encontraba las de tocar el piano en cafés, tocar el órgano en iglesias y dar clases particulares, entre cuyos alumnos estaban dos sobrinas de Julián Gayarre. Como compositor, se dedicó a escribir toda clase de música que pudiese ayudarlo a sobrevivir en Madrid.
En el año 1916 inició la composición del poema sinfónico La Dama de Aizgorri, cuyo estreno tuvo lugar en San Sebastián el 29 de septiembre de 1917 en el Gran Casino. El maestro Enrique Fernández Arbós la programó el 17 de noviembre de ese año en Madrid con la Orquesta Sinfónica. El joven Juan Tellería, con solo veintidós años, obtuvo un gran éxito. La Dama de Aitgorri no volvió a ser programada hasta 1952, año en que fue interpretada por la Orquesta Nacional de España bajo la dirección de Ataúlfo Argenta. En el año 1919 se trasladó a estudiar a París, donde continuó ganándose la vida como pianista en cines. Más tarde viajó hasta Alemania, donde se le pierde la pista, para regresar a España en el año 1925.
Entre 1927 y 1947 su producción musical se centró en la música lírica, componiendo zarzuelas como El joven piloto, El cabaret de la Academia, Los Blasones o Las viejas ricas. Además, compuso música de cámara, himnos religiosos, algún himno militar y la más famosa de todas sus composiciones, Amanecer en Cegama, cuya música fue la base del Cara al sol, himno de Falange Española de las JONS. Fue, asimismo, autor de la música de otros himnos franquistas, como el de la División Azul, el de la «Vieja Guardia» de FET y de las JONS o el del Frente de Juventudes.
Durante la Guerra Civil fue detenido y llevado a la Cárcel Modelo. Trasladado después a una checa, aseguró no ser él el autor del Cara al sol, sino Agustín Tellería, un carlista al que conoció en la Modelo y se había fugado de la misma. Consiguió finalmente sortear su situación ingresando en la CNT y colaborando mediante su talento musical en filmografía de propaganda republicana (Defendemos nuestra tierra, Mores de juventud…).
Hasta 1946 dio clases en la cátedra de música de cámara en el Real Conservatorio Superior de Música de Madrid. Fue pianista en el Palacio de la Prensa y hasta 1946 desempeñó la cátedra de Música de Cámara en el Conservatorio de Madrid. Falleció en Madrid el 26 de febrero de 1949. Está enterrado en el cementerio de Cegama (Guipúzcoa).

## Homenajes
En Madrid existe una vía dedicada al músico, denominada «Calle del Maestro Tellería». En su localidad natal se levantó, en 1957, un busto en su honor. Este busto sería destruido en abril de 1972 tras un atentado de la organización terrorista ETA, no quedando rastro del mismo en la actualidad. Sin embargo, en Cegama se sigue conservando una calle dedicada al músico.